# Paulo Santoro
Paulo Santoro (Rio de Janeiro, 27 de setembro de 1953) é um arquiteto, cenógrafo, diretor de televisão, diretor artístico e roteirista brasileiro.

## Carreira
Paulo Santoro, profissional com grande influência no meio artístico, iniciou sua carreira na Rede Globo do Rio de Janeiro  como cenógrafo, atuando em programas como: Viva o Gordo, Chico Anysio Show, Os Trapalhões e Fantástico. Trabalhou na área de programação visual de aberturas de programas da emissora e nos especiais de fim de ano do cantor Roberto Carlos junto com os irmãos Mauro e Mário Monteiro.
Na extinta Rede Manchete, trabalhou com Maurício Shermann atuando em programas como Bar Academia e com Marlene Mattos no programa Clube da Criança, apresentado por Xuxa Meneghel. Paulo Santoro também criou e dirigiu programas da Rede Record, além de produzir e executar cenários para programas da emissora.
No SBT, comandou todo o departamento de Arte e Cenografia durante 16 anos para diversos programas da emissora, como: Veja o Gordo, Flávio Cavalcanti, A Praça é Nossa, Programa Silvio Santos, Hebe, Corrida Maluca, Tentação, Topa Tudo por Dinheiro, Jô Soares Onze e Meia, Jornalismo do SBT, Aqui Agora, Cidade contra Cidade, Sabadão Sertanejo, Domingo Legal, etc.
Além de cenografar, dirigiu programas da emissora, como: Cocktail (com Miele), Programa Sula Miranda (com Sula Miranda), Topa Tudo por Dinheiro (com Silvio Santos), Concurso de Paródias (com Moacyr Franco), Fantasia - 1ª temporada (com Débora Rodrigues, Valéria Balbi, Adriana Colin, Amanda Françozo, Tânia Mara e Jackeline Petkovic), Fantasia - 2ª temporada (com Carla Perez), Fantasia - 3ª temporada (com Celso Portiolli, Christina Rocha, Otávio Mesquita, Márcia Goldschmidt e Lu Barsoti) e o intantil Bom Dia & Cia. (com Jackeline Petkovic).
Paulo Santoro também realizou obras decorativas no carnaval do Rio de Janeiro em clubes, Escolas de Samba e camarotes de grandes personalidades como por exemplo Silvio Santos.
Prestou ainda serviços ao cinema brasileiro, trabalhando com o diretor Carlos Manga, às inúmeras agências de publicidade na direção de comerciais de TV e às Companhias Discográficas na produção musical e artística de CDs.
Participou ainda da criação do Parque do Gugu, Atual Mundo da Xuxa parque temático localizado em São Paulo.

## Carreira editorial
Em 2001 criou a revista OutDoor Brazil, um guia impresso do Meio Artístico, publicado para auxiliar atores, cantores e empresários do meio, contendo todas as informações de contato e de prestadores de serviços, contando com participações especiais de grandes artistas em matérias do guia, como: Amanda Françozo, Celso Portiolli, Jô Soares, Gugu Liberato, Hebe Camargo e Raul Gil. Mais tarde, em 2003, de volta ao Rio de Janeiro, sua terra natal, Paulo Santoro criou um novo guia, de nome Painel Brasil, com o mesmo propósito do anterior, mas, dessa vez, baseado em terras cariocas e mais focado no ramo musical, contando com matérias especiais com artistas como: Daniel, Chitãozinho e Xororó, Maria Rita, Fábio Junior, Kelly Key, Djavan, Dercy Gonçalves, além de diretores e empresários como Hamilton Régis Policastro, Rogério Gallo, Raulzinho, Aloysio Legey, Franco Scornavacca, Alexandre Martins, Mauro Monteiro, Sylvinho Blau-Blau, Roberto Carlos (futebolista) e Helder Cunha.
Em 2004, ainda no ramo editorial, Paulo Santoro criou a Revista Fácil, um guia de comércio e serviços da região da Barra da Tijuca e Recreio dos Bandeirantes (Rio de Janeiro). A editora se expandiu nos anos seguintes e conta, hoje, com 5 diferentes publicações: Revista Fácil, Guia BarraWorld Shopping (exclusiva de lojistas do shopping), Revista Fácil Festas (especializada em Festas e Eventos), CastBrazil (modelos e figurantes para TV, teatro e cinema), DecorAtiva (especializada em Decoração) e MaxiMapa (mapa impresso, em formato de revista, da região da Barra da Tijuca e Recreio).

## De volta à produção audiovisual
Em 2008, Paulo Santoro volta novamente suas atenções para um projeto focado em TV e Cinema, que foi originalmente idealizado em 1990, quando ainda estava no SBT. Em paralelo à atividade de editoração de revistas, ele cria, então, a SIGLA Estúdios de Animação e Cinema, para realizar projetos de séries de animação para a TV e longas para o cinema. Dá início, então, ao desenvolvimento de toda uma tecnologia especificamente para a criação de animações digitais, nos moldes internacionais das grandes produtoras, fazendo com que a empresa passasse a receber grande destaque no mercado audiovisual nacional.
Em 2010, Paulo Santoro produziu o clipe em animação 3D das canções "Recomeçar" e "Pra Você Lembrar" da Banda Restart, pertencentes ao Projeto AnimaClipe, do braço de produções para internet da SIGLA, chamado MagicMovie. Os clipes ganharam elogios da mídia especializada, sendo uma verdadeira sensação entre fãs, ganhando, inclusive, reportagens especiais no programa "Bastidores" do Multishow além de matérias na MTV Brasil, Band, Folha de S.Paulo, Jornal Extra, Jovem Pan, iG, Revista Billboard, Revista CARAS e Revista TodaTeen.
Em 2011, escreveu e dirigiu o curta-metragem de animação As Aventuras de Guggi, focado no público pré-escolar, bastante elogiado por público e crítica, tendo se tornado finalista do Festival Internacional de Televisão do IETV.
Atualmente é responsável pela criação, roteirização e direção dos projetos TV Biruta, O Tubarão Dentuço e As Sardinhas Gêmeas, Descobrindo com Dan e Mel, Professor Pastel, Vizinhança, Coloreba, XOGOT - Perdidos no Planeta Terra, OZNE - Em Busca do Líquido Mágico, Famosos Anônimos, Enzenhando e Mensa - Era uma vez na Terra, todos em animação 3D e voltados para o público infantil.

## Direção de programas de televisão
- 2000 - Bom Dia & Cia (com Jackeline Petkovic) - SBT
- 1997-2000 - Fantasia (Primeira à Terceira Fase) - SBT
- 1998 - Concurso de Paródias (com Moacyr Franco) - SBT
- 1996-1997 - Topa Tudo Por Dinheiro (com Silvio Santos) - SBT
- 1996 - Mara Maravilha Show (com Mara Maravilha) - Rede Record
- 1992 - Programa Sula Miranda (com Sula Miranda) - SBT
- 1991-1992 - Cocktail (com Miele) - SBT

## Direção de curtas-metragem
- 2011 - As Aventuras de Guggi - Finalista do Festival Internacional de Televisão

## Produção de clipes musicais
- 2011 - Banda Restart - Pra Você Lembrar (em animação)
- 2010 - Banda Restart - Recomeçar (em animação)

## Cenografia e programação visual
- 2000 - Bom Dia & Cia (com Jackeline Petkovic) - SBT
- 1997-2000 - Fantasia (Primeira à Terceira Fase) - SBT
- 1998 - Concurso de Paródias - SBT
- 1996 - Topa Tudo Por Dinheiro - SBT
- 1996 - Programa Tentação - SBT
- 1996 - Mara Maravilha Show - Rede Record
- 1995 - Domingo Legal - SBT
- 1991-1994 - Aqui Agora - SBT
- 1991-1993 - Sabadão Sertanejo - SBT
- 1992 - Programa Sula Miranda - SBT
- 1991-1992 - Cocktail - SBT
- 1989 - Corrida Maluca - SBT
- 1988-1999 - Jornalismo do SBT - SBT
- 1988-1999 - Jô Soares Onze e Meia - SBT
- 1987-1989 - A Praça É Nossa - SBT
- 1987 - Veja o Gordo - SBT
- 1986 - Programa Hebe - SBT
- 1986 - Cidade contra Cidade - SBT
- 1983-1986 - Programa Flávio Cavalcanti - SBT
- 1983 - Clube da Criança (com Xuxa) - Rede Manchete
- 1983 - Bar Academia - Rede Manchete
- 1983 - Fantástico - Rede Globo
- 1982 - Chico Anysio Show - Rede Globo
- 1981 - Os Trapalhões - Rede Globo
- 1980 - Viva o Gordo - Rede Globo